# Gustaf Birger Richert
Gustaf Birger Richert, född den 30 september 1789 i Locketorps socken, Skaraborgs län, död den 7 mars 1863 i Skövde, var en svensk jurist. Han var bror till Johan Gabriel Richert och far till Mårten Birger Richert.
Richert avlade hovrättsexamen vid Lunds universitet  1807. Han blev häradshövding i Östernärkes domsaga 1822, men fick redan året därpå transport till sin hembygd i Västergötland och blev, liksom fadern Johan Richert före honom, häradshövding i Vadsbo domsaga. Richert tilldelades lagmans namn, heder och värdighet 1831 men spelade i övrigt ingen mer framträdande roll i det offentliga livet.